# Associazione Sportiva Gubbio 1910 2018-2019
Questa voce raccoglie le informazioni riguardanti l'Associazione Sportiva Gubbio 1910 nelle competizioni ufficiali della stagione 2018-2019.

## Stagione
Nella stagione 2018-2019 il Gubbio disputa il girone B del campionato di Serie C, raccoglie 44 punti con il dodicesimo posto finale. La stagione dei rossoblù inizia con il tecnico Alessandro Sandreani fino a fine novembre, poi sostituto da Giuseppe Galderisi che conclude la stagione, arrivando a tre lunghezze dai Play-off e con cinque lunghezze di vantaggio sui Play-out. Nel girone di andata gli eugubini chiudono in penultima posizione con 18 punti, nel girone di ritorno ottengono 26 punti, salvando la stagione e mantenendo la categoria. Nella Coppa Italia di Serie C il Gubbio disputa il girone F di qualificazione, che ha promosso il Fano.

## Divise e sponsor
Il fornitore tecnico per la stagione 2018-2019 è Legea, mentre gli sponsor ufficiali sono Cementerie Aldo Barbetti e Acqua Lieve (nel retro di maglia sotto la numerazione).

## Organigramma societario
Area direttiva
- Presidente: Sauro Notari

Area tecnica
- Allenatore: Giuseppe Galderisi
- Collaboratore tecnico: Giovanni Bacchiocchi
- Preparatore atletico: Fabio Cavargini

Area sanitaria
- Medici sociali: Giangiacomo Corbucci
- Massaggiatore-Fisioterapista :Loris Camoni, Andrea Rosetti. Fabrizio Gambini

## Rosa
| N. |                   | Ruolo | Calciatore         |
| -- | ----------------- | ----- | ------------------ |
| 1  | Italia (bandiera) | P     | Nicholas Battaiola |
| 2  | Italia (bandiera) | D     | Lorenzo Paramatti  |
| 3  | Italia (bandiera) | D     | Alessio Lo Porto   |
| 4  | Italia (bandiera) | D     | Andrea Paolelli    |
| 5  | Italia (bandiera) | D     | Giovanni Nuti      |
| 7  | Italia (bandiera) | C     | Nicola Malaccari   |
| 8  | Italia (bandiera) | C     | Alessio Benedetti  |
| 9  | Italia (bandiera) | A     | Ettore Marchi      |
| 9  | Italia (bandiera) | A     | Matteo Chinellato  |
| 10 | Italia (bandiera) | C     | Daniele Casiraghi  |
| 11 | Italia (bandiera) | A     | Elia De Silvestro  |
| 14 | Italia (bandiera) | C     | Massimo Conti      |
| 15 | Italia (bandiera) | D     | Lorenzo Schiaroli  |

| N. |                      | Ruolo | Calciatore           |
| -- | -------------------- | ----- | -------------------- |
| 16 | Italia (bandiera)    | C     | Andrea Conti         |
| 17 | Italia (bandiera)    | A     | Camillo Tavernelli   |
| 18 | Italia (bandiera)    | C     | Luca Ricci           |
| 19 | Argentina (bandiera) | D     | Marcos Espeche       |
| 20 | Italia (bandiera)    | D     | Niccolò Tofanari     |
| 21 | Italia (bandiera)    | A     | Ignazio Battista     |
| 23 | Italia (bandiera)    | D     | Matteo Piccinni      |
| 24 | Italia (bandiera)    | A     | Vincenzo Plescia     |
| 25 | Italia (bandiera)    | D     | Daniele Pedrelli     |
| 26 | Italia (bandiera)    | A     | Alessio Campagnacci  |
| 27 | Italia (bandiera)    | P     | Gabriele Marchegiani |
| 28 | Italia (bandiera)    | C     | Guido Davì           |
| 29 | Italia (bandiera)    | C     | Giacomo Casoli       |

## Risultati

### Serie C - girone B

#### Girone di andata
| Arbitro: | Cudini (Fermo) |

|                  |           |                |
| De Silvestro 12’ | Marcatori | 24’ Nocciolini |

| Arbitro: | Ricci (Firenze) |

|                 |           |               |
| Olcese 72’, 76’ | Marcatori | 32’ E. Marchi |

| Gubbio 26 settembre 2018 3ª giornata | Gubbio          | 0 – 0 | AlbinoLeffe | Stadio Pietro Barbetti\| Arbitro: \| Fiero (Pistoia) \| |
| Arbitro:                             | Fiero (Pistoia) |       |             |                                                         |

| Arbitro: | Di Cairano (Ariano Irpino) |

|                     |           |               |
| Bacio Terracino 19’ | Marcatori | 70’ Schiaroli |

| Gubbio 7 ottobre 2018 5ª giornata | Gubbio          | 0 – 0 | Fano | Stadio Pietro Barbetti\| Arbitro: \| Fontani (Siena) \| |
| Arbitro:                          | Fontani (Siena) |       |      |                                                         |

| Arbitro: | Monaldi (Macerata) |

|            |           |  |
| Lanini 52’ | Marcatori |  |

| Arbitro: | Colombo (Como) |

|                          |           |  |
| Casoli 15’ E. Marchi 38’ | Marcatori |  |

| Gubbio 21 ottobre 2018 8ª giornata | Gubbio              | 0 – 0 | Südtirol | Stadio Pietro Barbetti\| Arbitro: \| N. Marini (Trieste) \| |
| Arbitro:                           | N. Marini (Trieste) |       |          |                                                             |

| Arbitro: | Giordano (Novara) |

|                           |           |                      |
| Pesce 41’ A. Ferretti 63’ | Marcatori | 70’ (rig.) E. Marchi |

| Arbitro: | Pirrotta (Barcellona Pozzo di Gotto) |

|                                                  |           |  |
| Plescia 7’ E. Marchi 49’ (rig.) De Silvestro 71’ | Marcatori |  |

| Arbitro: | Amabile (Vicenza) |

|                                                |           |  |
| Marilungo 29’ (rig.) Vantaggiato 79’ Lopez 89’ | Marcatori |  |

| Arbitro: | Arace (Lugo di Romagna) |

|             |           |            |
| Plescia 14’ | Marcatori | 37’ Iovine |

| Arbitro: | Gualtieri (Asti) |

|                |           |  |
| R. Piscopo 42’ | Marcatori |  |

| Gubbio 1º dicembre 2018 14ª giornata | Gubbio            | 0 – 0 | Monza | Stadio Pietro Barbetti\| Arbitro: \| Panettella (Bari) \| |
| Arbitro:                             | Panettella (Bari) |       |       |                                                           |

| Arbitro: | Longo (Paola) |

|                          |           |                           |
| Pizzul 82’ Lambrughi 84’ | Marcatori | 25’ Casiraghi 72’ Plescia |

| Arbitro: | D. Miele (Torino) |

|                                |           |  |
| E. Marchi 18’ De Silvestro 71’ | Marcatori |  |

| Arbitro: | Carella (Bari) |

|               |           |  |
| Berrettoni 9’ | Marcatori |  |

| Gubbio 22 dicembre 2018 18ª giornata | Gubbio                   | 0 – 0 | Sambenedettese | Stadio Pietro Barbetti\| Arbitro: \| Pashuku (Albano Laziale) \| |
| Arbitro:                             | Pashuku (Albano Laziale) |       |                |                                                                  |

| Arbitro: | Guida (Salerno) |

|                           |           |               |
| Danti 3’, 42’ Danieli 22’ | Marcatori | 49’ Casiraghi |

#### Girone di ritorno
| Arbitro: | Marotta (Sapri) |

|  |           |                         |
|  | Marcatori | 57’ Casali 84’ Battista |

| Arbitro: | Tremolada (Monza) |

|                |           |  |
| Chinellato 55’ | Marcatori |  |

| Arbitro: | Pirrotta (Barcellona Pozzo di Gotto) |

|               |           |                                |
| Gavazzi 90+3’ | Marcatori | 5’ De Silvestro 73’ Chinellato |

| Gubbio 26 gennaio 2019 23ª giornata | Gubbio                         | 0 – 0 | Teramo | Stadio Pietro Barbetti\| Arbitro: \| Lorenzin (Castelfranco Veneto) \| |
| Arbitro:                            | Lorenzin (Castelfranco Veneto) |       |        |                                                                        |

| Arbitro: | Perenzoni (Rovereto) |

|               |           |                  |
| Vitturini 34’ | Marcatori | 29’ De Silvestro |

| Arbitro: | Pascarella (Nocera Inferiore) |

|                                 |           |                           |
| De Silvestro 9’ Campagnacci 89’ | Marcatori | 18’ Mosti 43’, 55’ Lanini |

| Arbitro: | Fiero (Pistoia) |

|  |           |                |
|  | Marcatori | 48’ Chinellato |

| Arbitro: | Maggio (Lodi) |

|                                                |           |  |
| Lunetta 18’, 40’ Turchetta 48’ T. Morosini 50’ | Marcatori |  |

| Arbitro: | Di Cairano (Ariano Irpino) |

|  |           |                                       |
|  | Marcatori | 20’ A. Caracciolo 27’ Legati 33’ Vita |

| Arbitro: | Marotta (Sapri) |

|                  |           |               |
| Buonaventura 84’ | Marcatori | 82’ Malaccari |

| Arbitro: | Maranesi (Ciampino) |

|             |           |             |
| Espeche 15’ | Marcatori | 42’ Bifulco |

| Arbitro: | Fontani (Siena) |

|                                                           |           |  |
| F. Perna 5’ Schiaroli 25’ (aut.) Pinto 48’ Dalla Bona 87’ | Marcatori |  |

| Gubbio 24 marzo 2019 32ª giornata | Gubbio          | 0 – 0 | Renate | Stadio Pietro Barbetti\| Arbitro: \| Kumara (Verona) \| |
| Arbitro:                          | Kumara (Verona) |       |        |                                                         |

| Arbitro: | Meraviglia (Pistoia) |

|  |           |               |
|  | Marcatori | 82’ Casiraghi |

| Arbitro: | De Angeli (Abbiategrasso) |

|                          |           |                          |
| Maini 29’ Chinellato 61’ | Marcatori | 76’, 79’ (rig.) Granoche |

| Arbitro: | Carrione (Castellammare di Stabia) |

|                        |           |                                |
| Cinelli 24’ Guerra 30’ | Marcatori | 13’ De Silvestro 27’ Casiraghi |

| Arbitro: | Nicoletti (Catanzaro) |

|                           |           |                  |
| Casiraghi 44’ (rig.), 49’ | Marcatori | 25’, 55’ Barison |

| Arbitro: | Colombo (Como) |

|                                            |           |                  |
| Di Massimo 34’ (rig.) Ilari 53’ Stanco 82’ | Marcatori | 58’ De Silvestro |

| Arbitro: | Carella (Bari) |

|                      |           |  |
| Casiraghi 45’ (rig.) | Marcatori |  |

### Coppa Italia Serie C
| Arbitro: | De Tommaso (Rieti) |

|                             |           |              |
| E. Marchi 31’ Casiraghi 74’ | Marcatori | 21’ Tessiore |

| Arbitro: | Arace (Lugo di Romagna) |

|                 |           |  |
| A. Ferrante 74’ | Marcatori |  |